# Индриди Эйнарссон
Индриди Эйнарссон (исл. Indriði Einarsson; 30 апреля 1851, Скагафьордюр, Нордюрланд-Вестра — 31 марта 1939, Рейкьявик) — исландский драматург. Пионер исландской драматургии, написал одну из первых оригинальных исландских пьес — «Новогодняя ночь» (1871).

## Биография
Родился 30 апреля 1851 года в местечке Хусабакки (Húsabakki) у Скага-фьорда на севере Исландии в семье фермера Эйнара Магнуссона (Einar Magnússon; 31 июля 1812 — 11 февраля 1868) и домохозяйки Эввемия Гисладоуттир (Evfemía Gísladóttir; 28 июля 1813 — 9 февраля 1881), дочери Гисли Конрадссона (1787—1877) и сестры Индриди Гисласона (Indriði Gíslason), депутата альтинга.
В 1872 году окончил латинскую школу в Рейкьявике. В 1877 году с отличием окончил Копенгагенский университет, где изучал экономику и политологию, стал первым из исландцев получивших экономическое образование. После окончания университета провёл год в Эдинбурге, столице Шотландии, где изучал банковское дело.
Вернулся в Рейкьявик в 1878 году.
В течение 40 лет работал на государственной службе, сначала помощником у ландфогта Аудни Торстейнсона, затем служащим у ландсхёвдинга (губернатора) Исландии и в 1879—1904 годах государственным аудитором (ревизором).
В раннем возрасте заинтересовался трезвенническим движением, присоединился к ложе Независимого ордена тамплиеров (IOGT), который стал действовать в Исландии в 1884 году. В 1886–1889 годах был главным редактором журнала Íslenzki good-templar, печатного органа Великой ложи, выходившего в 1886—1893 годах. В 1879—1903 годах был Великим магистром ордена тамплиеров в Исландии, в те годы, когда трезвенническое движение в Исландии находилось на пике развития и влияния. Также был Великим магистром в 1913—1915 годах.
В раннем возрасте заинтересовался драматургией и актёрским мастерством. В третьем классе латинской школы под влиянием идей художника Сигюрдюра Гвюдмюндссона написал свою первую пьесу «Новогодняя ночь» (Nýjársnóttin, 1871). Пьеса основана на исландском фольклоре из собрания Йоуна Аурнасона, ставилась в Рейкьявике в декабре 1871 года. Индриди Эйнарссон переписал её для постановки Рейкьявикским театральным обществом в 1907 году. 
Написал пьесы «Пещерные люди» (Hellismenn, 1873), «Меч и жезл» (Sverð og bagall, 1899), «Судно погружается» («Корабль тонет», Skipið sekkur, 1903) на сюжет из народной жизни, «Девушка из Тунги» (Stúlkan frá Tungu), поэтическую комедию «Пляска в Хруни» («Танец в Хруни», Dansinn í Hruna, 1925), национально-историческую драму «Последний викинг» (Síðasti víkingurinn, 1936).
Индриди Эйнарссон был инициатором создания Национального театра. Его пьеса «Новогодняя ночь» стала первым спектаклем, поставленным на сцене этого театра, открытого в 1950 году.
Опубликовал мемуары Séð og lifað: Endurminningar (1936).
Умер 31 марта 1939 года в возрасте 87 лет в Рейкьявике. Похоронен 12 апреля на кладбище Хоулавадлагардюр на улице Сюдюргата, вместе с женой и двумя детьми.

## Награды
14 июля 1914 года награжден Рыцарским крестом ордена Данеброг.

## Политическая карьера
В 1890—1891 годах — депутат альтинга от Вестманнаэйяра.

## Личная жизнь
20 июля 1880 года женился на Марте Марии Пьетюрсдоуттир Гвюдьохнсен (Martha María Pétursdóttir Guðjohnsen; 2 августа 1851 — 4 октября 1931), домохозяйке, дочери Пьетюра Гвюдьохнсена (Pétur Guðjohnsen; 1812—1877), депутат альтинга. Их дети: 
- Эввемия (Evfemía; 1881—?)
- Гвюдрун[исл.] (Guðrún Sigríður; 3 июня 1882 — 19 февраля 1968), актриса Рейкьявикского театрального общества[8]
- Эмилия (Emilía Kristjana Indriðadóttir; 11 января 1884 — 15 апреля 1939), актриса Рейкьявикского театрального общества
- Лаура (Lára Bogason; 1885—?)
- Эйнар (Einar Viðar Indriðason; 15 апреля 1887 — 28 мая 1923), секретарь банка[13]
- Марта Мария (Marta María; 1 июня 1889 — 7 июля 1940)
- Ингибьёрг (Ingibjörg Indriðadóttir Thors; 21 августа 1894 — 5 августа 1988), домохозяйка, жена Оулавюра Торса[14][12]
- Йенс Гюннар (Jens Gunnar Indriðason Viðar; 9 июня 1897 — 7 мая 1972)[13]

Приходится свояком депутату альтинга Йенсу Паульссону (Jens Pálsson; 1851—1912).
Его внучкой (дочерью Эйнара) является пианистка и композитор Йоурунн Видар (1918—2017).